# Bentilee
Bentilee är en förort med lägenhetskomplex i Stoke-on-Trent, Staffordshire, England, belägen mellan Hanley och Longton och parallell med Fenton. När den byggdes på 50-talet var Bentilee ett av de största bostadskvarteren i Europa, med omkring 4 500 egendomar.